# Inma Hofmeister
Pour les articles homonymes, voir Hofmeister.
Inma Hofmeister née le 21 février 2000, est une joueuse allemande de hockey sur gazon.

## Carrière
Elle a été appelée en équipe nationale première en 2022.

## Palmarès
- : 2e à la Coupe du monde U21 2022.